# Barbie: Titkos ügynökök
A Barbie: Titkos ügynökök (eredeti cím: Barbie: Spy Squad) 2016-ban bemutatott amerikai–kanadai 3D-s számítógépes animációs film, amelyet Conrad Helten rendezett. A forgatókönyvet Marsha Griffin és Kacey Arnold írta, a zenéjét Gabriel Mann és Rebecca Kneubuhl szerezte, a producer Margaret M. Dean és Shareena Carlson.
Lengyelországban 2016. január 15-én, Magyarországon 2016. február 4-én mutatták be a mozikban.

## Szereplők
| Szereplő          | Eredeti hang                     | Magyar hang      |
| ----------------- | -------------------------------- | ---------------- |
| Barbie            | Erica Lindbeck                   | Vágó Bernadett   |
| Teresa            | Jenny Pellicer                   | Laudon Andrea    |
| Renee             | Stephanie Sheh                   | Kántor Kitty     |
| Patricia          | Rebecca Husain                   | Pekár Adrienn    |
| Zoe néni/Miss Zie | Cathy Weseluck                   | Makay Andrea     |
| Dumbar ügynök     | Brian Dobson                     | Kőszegi Ákos     |
| Violet            | Kathleen Barr                    |                  |
| Percy             | Jonathan Holmes                  | Varga Gábor      |
| Lazlo             | lan Hanlin                       | Stukovszky Tamás |
| Chelsea           | Alyssya Swales                   | Koller Virág     |
| Mila              | Britt Irvin, Bettina Dawn Kelley |                  |